# Wódka
Wódka (německy Hochkretscham, česky Vodka) je slezská vesnice ve gmině Branice v Opavské pahorkatině (Płaskowyż Głubczycki) v okrese Hlubčice v Opolském vojvodství v jižním Polsku a Horním Slezsku.

## Další informace
Wódka je poprvé písemně zmíněna v latinské listině z roku 1223. Nachází se historicky na tzv. Polské Moravě, tedy na bývalém území dnešní arcidiecéze olomoucké. Wódka je také sídlem zdejšího sołectwa. Ve vesnici pramení potok Morawa (přítok řeky Troja). V 19. století zde působil katolický kněz a slezský buditel Cyprián Lelek.

## Galerie

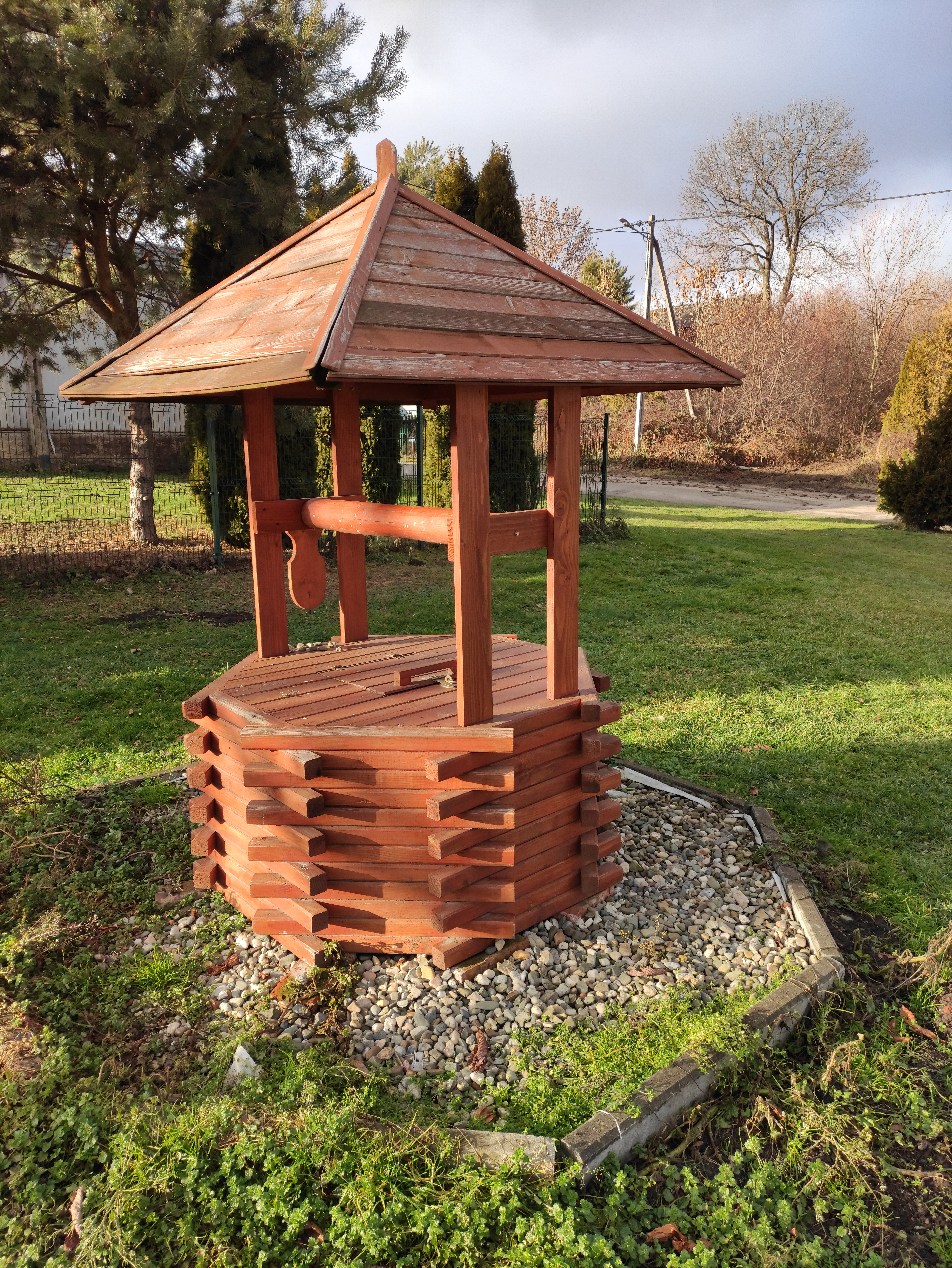
Pramen řeky Morawa
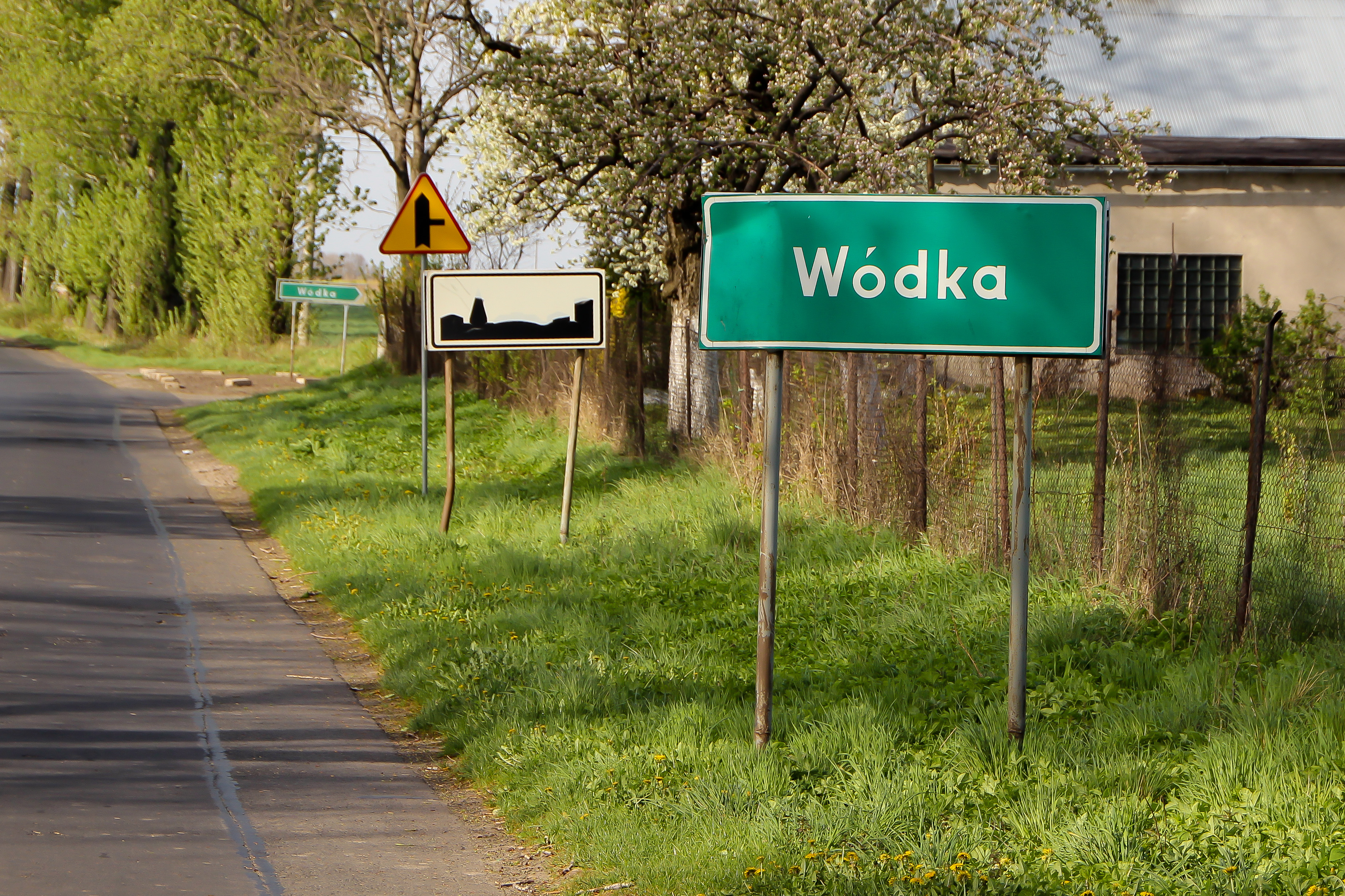
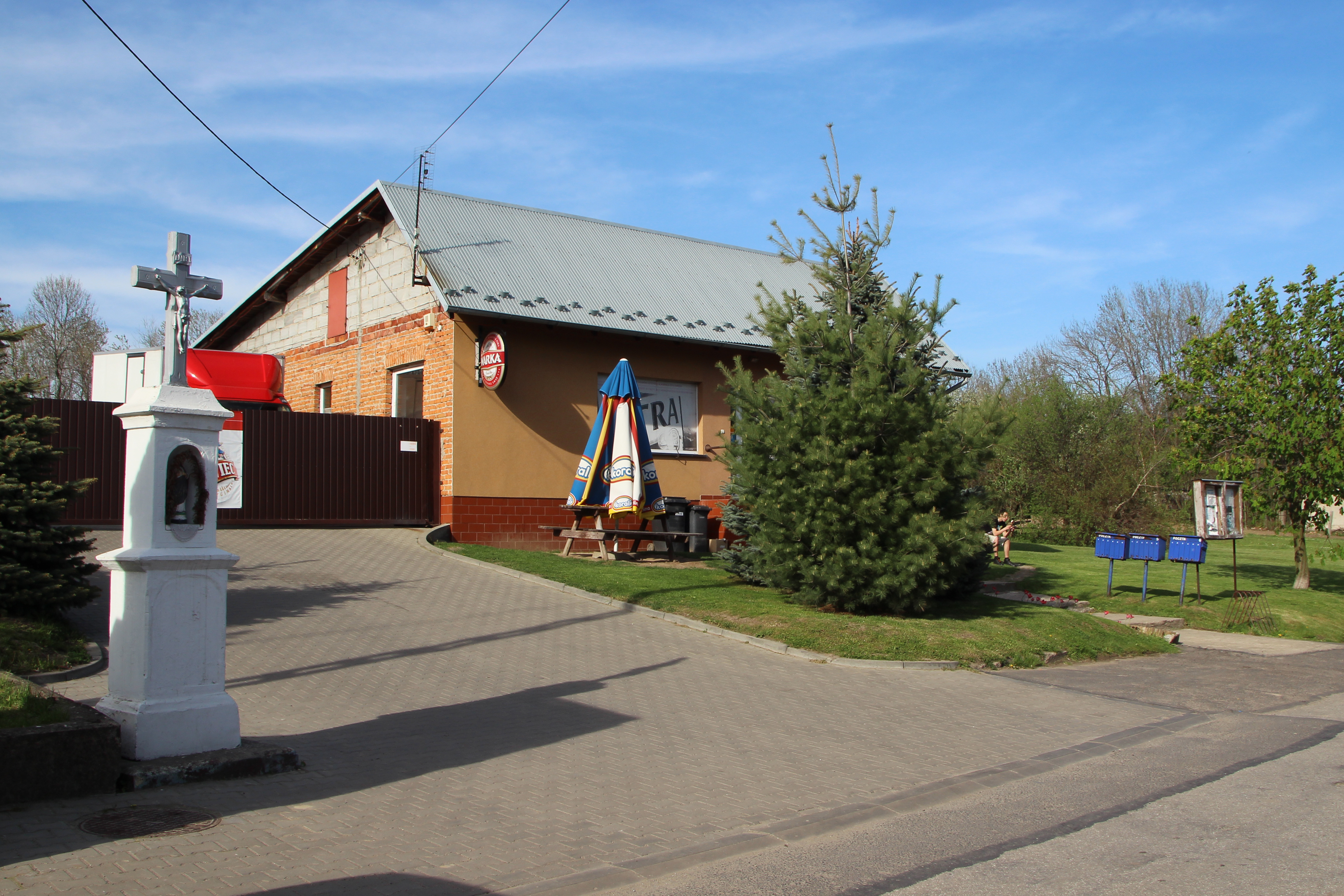